# Mailhac
Mailhac település Franciaországban, Aude megyében. Lakosainak száma 585 fő (2022. január 1.). Mailhac Bize-Minervois, Pouzols-Minervois, Sainte-Valière, Aigne, Aigues-Vives és Oupia községekkel határos.

## Népesség
A település népessége az elmúlt években az alábbi módon változott:
| Lakosok száma | 449  | 358  | 310  | 397  | 511  | 550  | 567  | 574  | 577  | 585  |
|               | 1968 | 1982 | 1990 | 2006 | 2013 | 2015 | 2017 | 2019 | 2020 | 2022 |